# برییف آ-۴۰

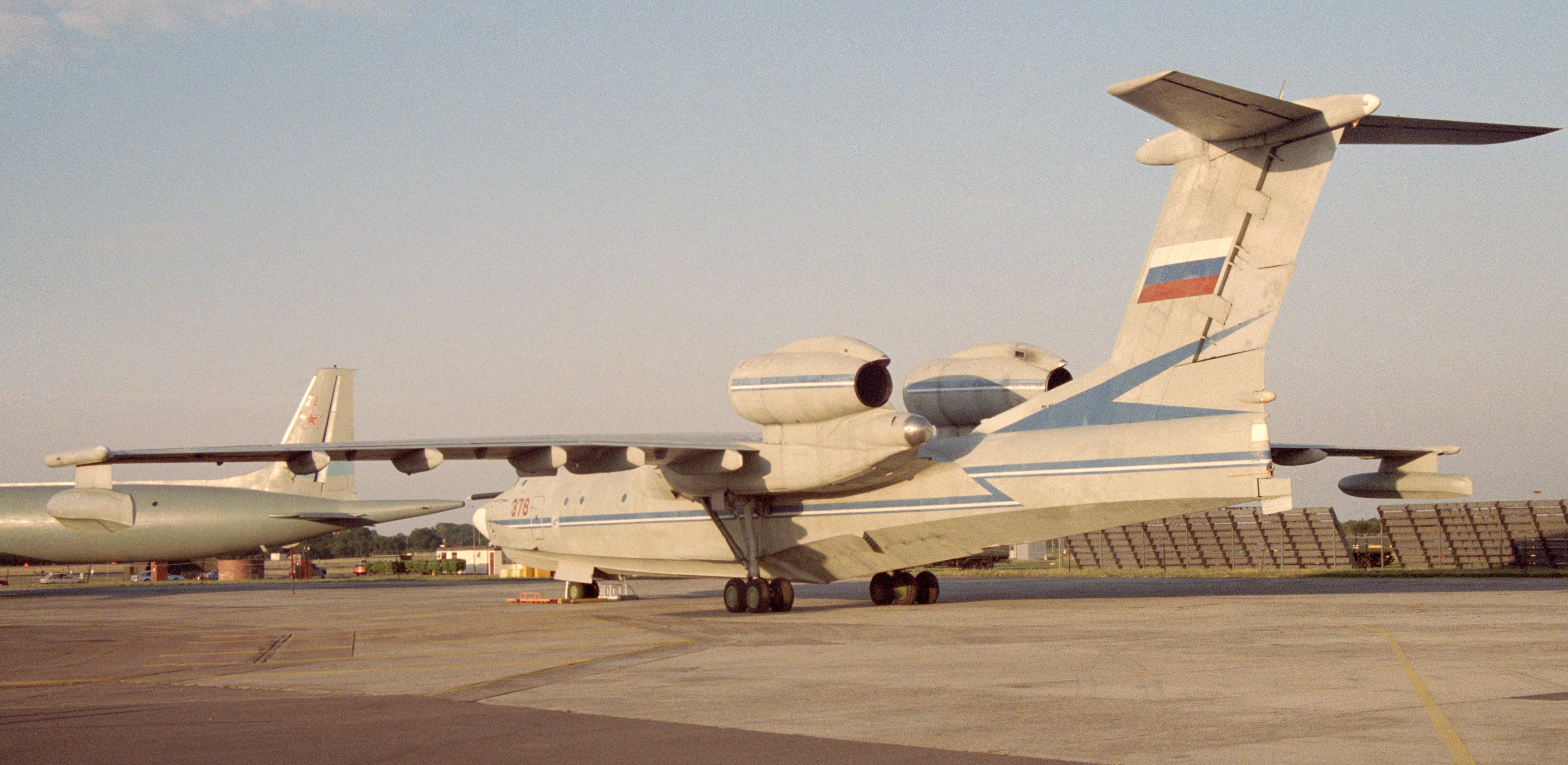
یک فروند برییف آ-۴۰ در RAF Fairford

هواپیمای برییف آ-۴۰ آلباتروس (نام ناتو: پری دریایی) یک هواپیمای آبی-خاکی با موتور جت شوروی / روسی است که توسط شرکت هواپیمایی هواپیماسازی برییف برای نقش جنگ ضد زیر دریایی طراحی شده‌است. این هواپیما برای جایگزینی برییف بی‌ایی-۱۲ و هواپیمای زمین پایه ایلیوشین ۳۸ در نظر گرفته شده بود. پروژه پس از ساخت تنها یک نمونه اولیه به حالت تعلیق درآمد. با توجه به تجزیه اتحاد جماهیر شوروی این پروژه بعداً احیا شد و سفارشی توسط نیروی دریایی روسیه در نظر گرفته شده‌است.

## تاریخچه عملیاتی
این هواپیما بین سالهای ۱۹۸۹و ۱۹۹۸، ۱۴۰ رکورد جهانی را ثبت کرد.

## مشخصات (A-40)
داده‌ها از Beriev's Jet Flying Boats
ویژگی‌های عمومی
- خدمه: 8
- طول: ۴۳٫۸۴ متر (۱۴۳ فوت ۱۰ اینچ)
- پهنای بال: ۴۱٫۶۲ متر (۱۳۶ فوت ۷ اینچ)
- ارتفاع: ۱۱ متر (۳۶ فوت ۱ اینچ)
- مساحت بال‌ها: ۲۰۰ متر مربع (۲٬۲۰۰ فوت مربع)
- بیشترین وزن برخاست: ۸۶٬۰۰۰ کیلوگرم (۱۸۹٬۵۹۸ پوند)
- پیشرانه: ۲ عدد turbofan engines Soloviev D-30KPV, ۱۱۷٫۷ کیلونیوتن (۲۶٬۵۰۰ پوند-نیرو) thrust  در هر موتور
- پیشرانه: ۲ عدد turbojet engines Rybinsk RD-36-35, ۲۳ کیلونیوتن (۵٬۲۰۰ پوند-نیرو) thrust  در هر موتور take-off boosters

عملکرد
- حداکثر سرعت: ۸۰۰ کیلومتر بر ساعت (۵۰۰ مایل بر ساعت، ۴۳۰ گره)
- بُرد: ۴٬۱۰۰ کیلومتر (۲٬۵۰۰ مایل، ۲٬۲۰۰ مایل دریایی) [۹]
- حداکثر ارتفاع: ۹٬۷۰۰ متر (۳۱٬۸۰۰ فوت) [۹]
- نرخ صعود: ۳۰ متر بر ثانیه (۵٬۹۰۰ فوت بر دقیقه) [۹]
- Take-off run on land: ۱٬۰۰۰ متر (۳٬۲۸۱ فوت)
- Take-off run on water: ۲٬۰۰۰ متر (۶٬۵۶۲ فوت)
- Alighting distance on land: ۷۰۰ متر (۲٬۲۹۷ فوت)
- Alighting distance on water: ۹۰۰ متر (۲٬۹۵۳ فوت)

تسلیحات

Projected Armament:
- (A-40P ASW Aircraft, internal bomb bay)
  - Sonobuoys, depth charges, mines, plus;
  - 3 Orlan (Sea Eagle) torpedoes, or
  - 6 Korshun (Kite) guided missiles
- (A-40P ASW Aircraft, underwing pylons)
  - Kh-35 Anti-ship missiles